# Arno Wallaard Memorial 2018
L'Arno Wallaard Memorial 2018, trentacinquesima edizione della corsa, si svolse il 21 aprile 2018 su un percorso con partenza e arrivo a Meerkerk. Fu vinto dal tedesco Joshua Huppertz della Team Lotto-Kern Haus davanti agli olandesi Cees Bol e Dion Beukeboom.

## Ordine d'arrivo (Top 10)
| Pos. | Corridore                 | Squadra                      | Tempo    |
| ---- | ------------------------- | ---------------------------- | -------- |
| 1    | Joshua Huppertz           | Team Lotto-Kern Haus         | 3h50'09" |
| 2    | Cees Bol                  | SEG Racing Academy           | s.t.     |
| 3    | Dion Beukeboom            | Vlasman CT                   | s.t.     |
| 4    | Tim Kerkhof               | Destil-Parkhotel Valkenburg  | s.t.     |
| 5    | Michiel Dieleman          | Cibel-Cebon                  | s.t.     |
| 6    | Rui Filipe Oliveira Alves | Hagens Berman Axeon          | a 15"    |
| 7    | Wim Kleiman               | Monkey Town Continental Team | s.t.     |
| 8    | Maarten Van Trijp         | Destil-Parkhotel Valkenburg  | a 19"    |
| 9    | André Looij               | Monkey Town Continental Team | s.t.     |
| 10   | Aksel Nommela             | BEAT Cycling Club            | s.t.     |